# Willem Blaeu
Willem Janszoon Blaeu, född 1571 i Alkmaar, Nederländerna, död den 21 oktober 1638 i Amsterdam, var en nederländsk boktryckare, astronom och kartograf. Han var far till Joan Blaeu.
Blaeu, som var personlig lärjunge till Tycho Brahe, skapade från 1602 jord- och himmelsglober, som var för sin tid överlägsna. Han graverade och utgav en mängd omsorgsfullt utarbetade kartor, verkställde en gradmätning och förbättrade 1620 boktryckarpressen. Han utnämndes 1633 till statskartograf.
Bland hans verk kan nämnas Tweevoudigh Onderwijs van de hemelsche en aerdsche Globen (1620; tredje upplagan 1669), Groote Zeespiegel (1624; tredje upplagan 1655) och Novus Atlas (1634–62).
Asteroiden 10652 Blaeu är uppkallad efter honom.

## Bildgalleri

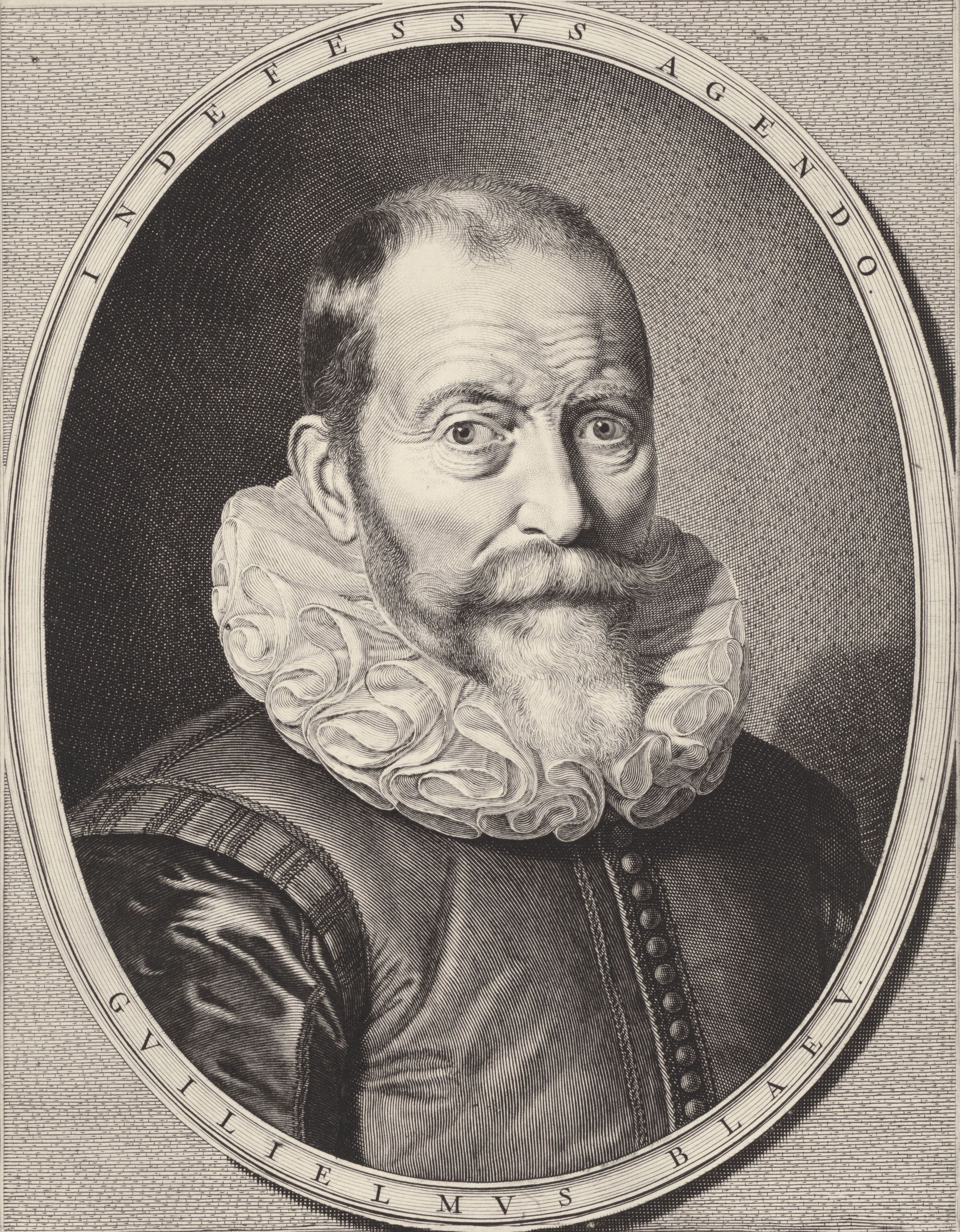
Willem Janszoon Blaeu, porträtt av Jeremias Falck.
Himmelsglob från 1602. Finns på Skoklosters slott.
Karta från Willem Blaeu (Jorden).
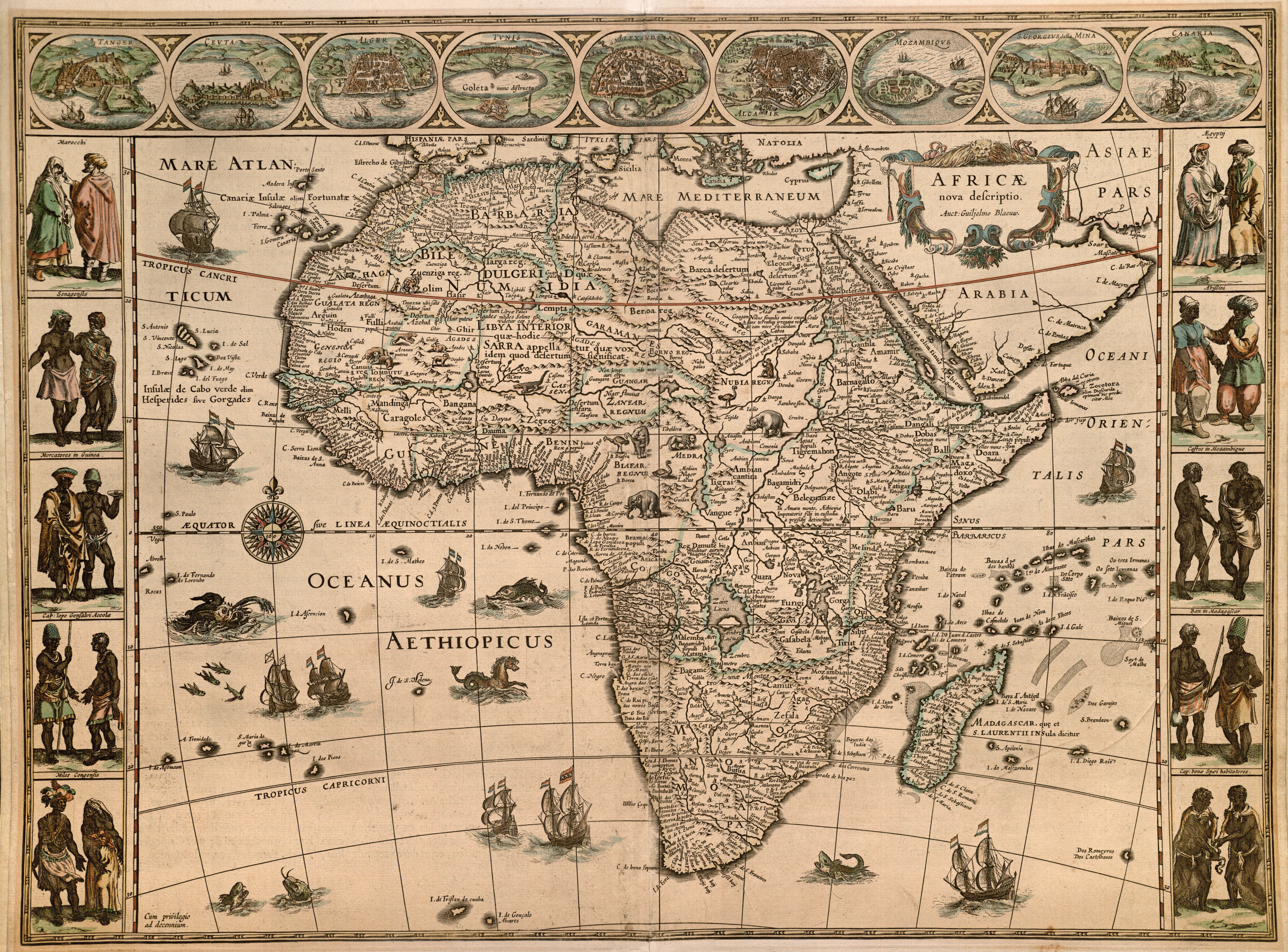
Karta från Willem Blaeu (Afrika).